# Ângelo Meneses
Ângelo Rafael Teixeira Alpoim Meneses (sinh ngày 3 tháng 7 năm 1993) là một cầu thủ bóng đá người Bồ Đào Nha thi đấu cho Famalicão ở vị trí hậu vệ.

## Sự nghiệp bóng đá
Vào ngày 16 tháng 2 năm 2014, Meneses có màn ra mắt cho Oliveirense trong trận đấu tại Giải bóng đá hạng nhất quốc gia Bồ Đào Nha 2013–14 trước Sporting Covilhã.